# Список заслуженных тренеров СССР (лыжный спорт)
Почётное спортивное звание, присваивалось в 1956—1992 годах.
В данный список включены персоналии, получившие звание «заслуженный тренер СССР» за достижения в области лыжного спорта (бег на лыжах, лыжное двоеборье, горные лыжи, фристайл, прыжки с трамплина).
| 1956 год |                                 |            |                         |                  |            |        |    |
| 1        | Баженов Алексей Николаевич      | 04.08.1956 |                         |                  | Ленинград  |        |    |
| 2        | Васильев Дмитрий Максимович     | 04.08.1956 |                         |                  | Москва     |        |    |
| 3        | Карпов Андрей Алексеевич        | 04.08.1956 |                         |                  | Москва     |        |    |
| 4        | Серебряков Владимир Алексеевич  | 04.08.1956 |                         |                  | Москва     |        | 13 |
| 1957 год |                                 |            |                         |                  |            |        |    |
| 1        | Талят-Келпш Владимир Леонидович | ??.12.1957 | ??.??.???? — ??.??.1986 |                  | Москва     |        |    |
| 1960 год |                                 |            |                         |                  |            |        |    |
| 1        | Кравченко Вера Васильевна       | ??.01.1960 |                         | Лыжные гонки     | Москва     | «Труд» |    |
| 2        | Болотова Зоя Дмитриевна         | ??.03.1960 |                         | Лыжные гонки     |            |        |    |
| 3        | Шапошников Владимир Дмитриевич  | ??.12.1960 | 21.09.1917 — 18.09.1988 | Лыжные гонки     | Ленинград  |        |    |
| 1962 год |                                 |            |                         |                  |            |        |    |
| 1        | Химичев Михаил Алексеевич       | ??.??.1962 | 30.05.1914 — 15.06.1986 | Лыжное двоеборье |            |        |    |
| 1964 год |                                 |            |                         |                  |            |        |    |
| 1        | Уженцев Валерий Иванович        | ??.02.1964 | 10.03.1928 — 28.03.2008 | Лыжные гонки     | Свердловск |        |    |

## 1964
- Борин, Анатолий Васильевич

## 1968
- Воробьёв, Аркадий Фёдорович (прыжки с трамплина)
- Григас, Александр Казимирович 1918—1993 (прыжки с трамплина)

## 1969
- Дементьев, Павел Алексеевич 27.01.1910 — 2002

## 1970
- Азаров, Владимир
- Баранов, Виктор Дмитриевич
- Ершов, Александр Максимович 1929—1994[7]
- Иванов, Виктор Александрович
- Каменский, Венедикт Иванович
- Колчин, Павел Константинович
- Кузин, Владимир Семёнович
- Сахарнов, Сергей Алексеевич (прыжки с трамплина)

## 1975
- Тягачёв, Леонид Васильевич (горные лыжи)

## 1976
- Аникин, Николай Петрович
- Быстров, Борис Михайлович
- Смирнов, Александр Анатольевич
- Филимонов, Владимир Яковлевич

## 1979
- Склокин, Федор Николаевич 1946 (лыжный марафонский переход)

## 1980
- Борисов, Анатолий Александрович
- Ворончихин, Игорь Николаевич

## 1981
- Холостов, Алексей Иванович

## 1984
- Иванов, Олег Георгиевич

## 1989
- Гинейтас, Вильмантас Ярославович
- Плеханов, Сергей Яковлевич
- Ткаченко, Виктор Максимович

## 1990
- Унгефук, Александр Христианович ?-06.2019

## 1991
- Васильев, Михаил Георгиевич (фристайл)
- Шведов, Виталий Леонидович (фристайл)

## 1992
- Самойлов, Михаил Васильевич

## неизв
- Акентьев, Анатолий Васильевич
- Алексеев, Сергей Васильевич (горные лыжи)
- Андреев, Виктор Александрович 1908—1991
- Грушин, Александр Алексеевич
- Зимятов, Николай Сергеевич
- Кондрашов, Иван Алексеевич (лыжное двоеборье)
- Лопухов, Николай Петрович
- Людсков, Павел Николаевич 25.01.1908—28.11.1988
- Ростовцев, Дмитрий Ефимович 05.11.1917 — 24.06.2011 (горные лыжи) (? 1962)
- Смирнов, Анатолий Иванович (прыжки с трамплина)
- Сорокин, Владимир Алексеевич 1939 (лыжное двоеборье)
- Федоров, Леонид Александрович 1928—1993 (прыжки с трамплина)
- Холоустов, Николай Иванович
- Чарковский, Юрий Анатольевич